# 阿博伊特 (印第安納州)
阿博伊特（英語：Aboite）是位於美國印地安納州艾倫縣的一個非建制地區。該地的面積和人口皆未知。

## 地理
阿博伊特的座標為41°00′00″N 85°19′05″W / 41.00000°N 85.31806°W，而該地的平均海拔高度為231米（即758英尺）。